# 2016-os MTV Video Music Awards Japan
A 2016-os MTV Video Music Awards Japan zenei díjátadót 2016. október 26-án rendezték meg, házigazdája a RIP Slyme volt.

## Jelöltek
A jelöltek listáját 2016. szeptember 1-jén tették közzé.

### Legjobb férfi videó

#### Japán
Takahasi Jú – Hikari no hahen
- AK-69 – Flying B
- Miura Daicsi – Cry & Fight
- Hata Motohiro – Szumire
- Rekisi (közr. Isimacu Morino) – Szaigo no sógun

#### Nemzetközi
Justin Bieber – Sorry
- Drake – Hotline Bling
- James Bay – Let It Go
- Justin Timberlake – Can’t Stop the Feeling!
- The Weeknd – Can’t Feel My Face

### Legjobb női videó

#### Japán
Utada Hikaru – Manacu no tóriame
- Amuro Namie – Mint
- Juju – What You Want
- Kyary Pamyu Pamyu – Szai & Go
- Nisino Kana – Anata no szuki na tokoro

#### Nemzetközi
Ariana Grande – Into You
- Adele – Hello
- Beyoncé – Formation
- Rihanna (közr. Drake) – Work
- Sia – Cheap Thrills (Performance Edit)

### Legjobb csoportvideó

#### Japán
Exile the Second – Shut Up!! Shut Up!! Shut Up!!
- Babymetal – Karate
- Perfume – Flash
- Vamps (közr. Chris Motionless of Motionless in White) – Inside of Me
- The Yellow Monkey – Alright

#### Nemzetközi
Fifth Harmony (közr. Ty Dolla Sign) – Work from Home
- Coldplay – Up & Up
- Pentatonix – Can’t Sleep Love
- The 1975 – Ugh!
- The Vamps – Wake Up

### Legjobb új előadói videó

#### Japán
Suchmos – Mint
- Ame no Parade – You
- Boku no Lyric no bójomi – Newspeak
- Faky – Candy
- Szuijóbi no Campanella – Cucsinoko

#### Nemzetközi
DNCE – Cake by the Ocean
- Charlie Puth – One Call Away
- Halsey – New Americana
- Jack Garratt – Breathe Life
- Lukas Graham – 7 Years

### Az év albuma

#### Japán
Babymetal – Metal Resistance
- Back Number – Chandelier
- Bump of Chicken – Butterflies
- Nisino Kana – Just Love
- Perfume – Cosmic Explorer

#### Nemzetközi
Beyoncé – Lemonade
- Adele – 25
- Drake – Views
- Justin Bieber – Purpose
- Rihanna – Anti

### Legjobb rock videó
Alexandros – Swan
- Coldplay – Up & Up
- Radiohead – Daydreaming
- Red Hot Chili Peppers – Dark Necessities
- The Yellow Monkey – Alright

### Legjobb metal videó
Babymetal – Karate
- Crossfaith – Rx Overdrive
- Deftones – Prayers/Triangles
- Iron Maiden – Speed of Light
- Trivium – Silence in the Snow

### Legjobb pop videó
Nissy – Playing With Fire
- Ariana Grande – Into You
- Fifth Harmony (közr. Ty Dolla Sign) – Work from Home
- Justin Bieber – What Do You Mean?
- Nisino Kana – Anata no szuki na tokoro

### Legjobb R&B videó
Daichi Miura – Cry & Fight
- Alessia Cara – Here
- Bryson Tiller – Don’t
- Usher (közr. Young Thug) – No Limit
- The Weeknd – Can’t Feel My Face

### Legjobb hiphop videó
AK-69 – Flying B
- Chance the Rapper (közr. Saba) – Angels
- Drake – Hotline Bling
- Desiigner – Panda
- Kanye West – Famous

### Legjobb dance videó
Boom Boom Satellites – Lay Your Hands on Me
- Calvin Harris (közr. Rihanna) – This Is What You Came For
- Disclosure (közr. Lorde) – Magnets
- Kygo (közr. Maty Noyes) – Stay
- Mike Posner – I Took a Pill in Ibiza (Seeb Remix)

### Legjobb koreográfia
Generations from Exile Tribe – Ageha
- Beat Buddy Boi – B-Boi Scramble
- Fifth Harmony (közr. Ty Dolla Sign) – Work from Home
- Justin Bieber – Sorry
- Sia – Alive

## Különleges díjak

### Tinik által választott legjobb előadó
Fudzsivara Szakura – Soup
- Doberman Infinity – Ga Ga Summer
- Scandal – Take Me Out
- Sky-Hi – Nanairo Holiday
- Jaszuda Rei – Message